# مارگارت لیوینگستون
مارگارت لیوینگستون (انگلیسی: Margaret Livingston؛ ۲۵ نوامبر ۱۸۹۵ – ۱۳ دسامبر ۱۹۸۴) یک هنرپیشه اهل ایالات متحده آمریکا بود.

## فیلم‌شناسی
از فیلم‌های او می‌توان به زیبایی آمریکایی و طلوع: آواز دو انسان اشاره نمود.